# Mr. Fantastic
Mr. Fantastic alias Dr. Reed Richards is een fictieve superheld uit de strips van Marvel Comics. Hij is een van de vier originele leden van de superheldengroep de Fantastic Four.
Net als de andere Fantastic Four leden is Mr. Fantastic een creatie van Stan Lee en tekenaar Jack Kirby. Hij verscheen voor het eerst in Fantastic Four #1 (November 1961).
De Nederlandse stem van Mr. Fantastic is Frans Limburg maar voorheen was dit Oscar Siegelaar.

## Geschiedenis

### Voor de Fantastic Four
Reed Richards is geboren in Central City, Californië. Al zeer jong bleek hij een groot genie te zijn. Hij had vooral aanleg voor wiskunde, natuurkunde en mechanica. Op zijn veertiende werd hij al toegelaten tot een Hogeschool en stroomde van daaruit door naar beroemde Universiteiten zoals Empire State University.
Op deze universiteit leerde hij ook Benjamin J. Grimm kennen met wie hij een kamer deelde, en begon hij met de plannen voor een ruimteschip dat in staat was door hyperspace te reizen. Toen hij zijn plannen aan Ben liet zien zei die voor de grap dat hij best de piloot wilde zijn.
Op de Colombia Universiteit ontmoette hij Susan Storm, die meteen verliefd op hem werd. Hij ontmoette er ook een briljante medestudent Victor Von Doom. Daar Reed de eerste was die Dooms gelijke was in intelligentie ontwikkelde Doom een grote jaloezie tegen Reed.

### Leider van de Fantastic Four
Na zes jaar in het leger begon Richards met de ontwikkeling van zijn hyperspace ruimteschip, gefinancierd door de overheid. Toen hij zijn subsidie dreigde te verliezen besloten hij, Ben Grimm (die intussen een succesvolle testpiloot was geworden), Susan Storm en Susans jongere broer Johnny Storm het schip meteen uit te testen.
Tijdens deze reis kwamen ze terecht in de Van Allen-gordels en werden blootgesteld aan een hoge concentratie kosmische straling. Dit veranderde hen drastisch. Reed zelf veranderde in de elastische Mr. Fantastic. Het was daarna Mr. Fantastics idee om met hun nieuwe superkrachten superhelden te worden onder de naam Fantastic Four. Hijzelf werd hun leider.
Als de teamleider ontwikkelde Mr. Fantastic vele gadgets voor zijn team, waaronder speciale pakken van zogenaamde onstabiele moleculen, die zich aan konden passen aan hun krachten. Zijn eigen pak kon net zo ver uitrekken als hijzelf.

### Toekomst
Na vele avonturen met de Fantastic Four trouwde Reed uiteindelijk met Susan Storm. Samen kregen ze ook een zoon en een dochter, Franklin Richards en Valeria Richards.

## Karakter
Reed is een geleerd, koel, zelfverzekerd, hoogbegaafd, charismatisch en zelfs berekend persoon, die doorgaans inzicht heeft in bijna alles. Alleen wil hij op het persoonlijk vlak nogal eens uitglijden. Arrogantie en onnozelheid zijn daarbij zijn grootste vijanden.

## Vijanden
Meest notoire vijand van Reed Richards is zijn oude studiegenoot Dr. Victor von Doom alias Doctor Doom, die nog steeds diepe haat en jaloezie koestert jegens Reed.
De Wizard wil ook weleens een poging wagen. Verder wist Mr. Fantastic de Aarde te redden van Galactus. Als enige in het heelal ooit. Reed verslaat meer vijanden met zijn hoofd dan met zijn superkracht.

## Krachtniveau
Reed is veranderd in een menselijke elastiek. Hij kan zijn lichaam enorm ver en breed uitstrekken. Hij kan projectielen opvangen en terugkaatsen. Hij kan stuiteren en zweven, en door minuscule gaatjes kruipen. Zijn uithoudingsvermogen en kracht zijn die van een zeer goed getraind mens. Reed kan ook niet worden vastgepakt, daar zijn lichaam zo glad kan worden als een aal.
Net als Dr. Doom is Reeds sterkste kracht zijn intelligentie. Hij heeft een IQ van rond de 200. Hij is de ontdekker van de instabiele moleculen, welke techniek hij toepast in de superheldenkostuums. Hij is ontdekker van de Negatieve Zone en uitvinder van vele apparaten.
Reed is kwetsbaar voor energie wapens en te ver uitgerekt worden. Ook heeft hij, zelf toegegeven, geen verstand van magie. Dat is iets dat hem tegen bovennatuurlijke vijanden soms behoorlijk dwarszit.

## Ultimate Mr. Fantastic
In de Ultimate Marvel Fantastic Four strips is Reed Richards een wonderkind. Op zijn elfde demonstreerde hij tijdens een scheikundeproject op school zijn onderzoek op het gebied van teleportatie. Hierop werd hij door de overheid gerekruteerd voor een project dat was opgestart om jonge genieën te sponsoren bij hun onderzoek. Op zijn 21e voltooide Reed Richards zijn teleportatiemachine en probeerde hem samen met Susan Storm, Ben Grimm en Johney Storm uit. Het experiment ging mis en gaf de vier hun bekende superkrachten.
De Ultimate versie van Mr. Fantastic is sterker dan zijn tegenhanger uit de originele strips. Hij hoeft niet te eten of te slapen, en heeft geen interne botten of organen. Ook kan hij zijn ogen uitrekken, waaronder de ooglens, waardoor hij niet langer een bril nodig heeft. Ook kan hij zijn hersens uitrekken en zo tijdelijk veranderen in een menselijke computer.

## In andere media

### Marvel Cinematic Universe
Een variant van Mr. Fantastic / Reed Richards verscheen in het Marvel Cinematic Universe in de film Doctor Strange in the Multiverse of Madness uit 2022 als lid van de Illuminatie. Hierin werd hij vertolkt door John Krasinski, die alle lange tijd de favoriete keuze voor de rol was van fans. Deze versie van Mr. Fantastic wordt in de film vermoord door Scarlet Witch / Wanda Maximoff. 
De Fantastic Four werden later als groep geïntroduceerd in The Fantastic Four: First Steps (2025), in een alternatief universum van de primaire tijdlijn in het Marvel Cinematic Universe. Deze versie van Reed Richard werd vertolkt door Pedro Pascal. Deze versie van Reed Richards is onder andere te zien in de volgende film:
- The Fantastic Four: First Steps (2025)

### Films
- In de Fantastic Four film uit 1994 speelde acteur Alex Hyde-White Mr. Fantastic. Deze film is nooit officieel uitgebracht, maar er zijn wel illegale kopieën in omloop.
- In de Fantastic Four film uit 2005 en de sequel-film Fantastic Four: Rise of the Silver Surfer wordt Reed Richards gespeeld door Ioan Gruffudd. Veel fans vinden deze versie van Reed Richards maar zwak vergeleken met de stripversie. Anderen, waaronder Stan Lee zelf, waren juist van mening dat Gruffudd de perfecte keuze was.
- In de Fantastic Four-film uit 2015 wordt de rol vertolkt door Miles Teller.